# تيريتاريا الثانية
تيريتاريا الثانية، والمعروفة لاحقًا باسم بوماري فاهيني وآريبايا فاهيني، واسمها المعمودي تارومايتوراي (حوالي 1790 - 1858)، أصبحت ملكة تاهيتي عندما تزوجت الملك بوماري الثاني، ولاحقًا حكمت كملكة لهواهيني وماياو في جزر الجمعية.
كانت تيريتاريا الطفلة الكبرى للملك تاماتوا الثالث من راياتيا وتوراياري إيفاهيني، فرد من العائلة المالكة في هواهيني. في عام 1809، نظم تاماتوا زواج تيريتاريا وشقيقتها تيريتوتيراي تيريمومو إلى ابن عمهما الأرمل بوماري الثاني من تاهيتي. أصبحت تيريتاريا ملكة هواهيني في عام 1815، ولكنها لم تحكم فيها خلال العقود الأولى من حكمها. في عام 1815، شاركت في معركة تي فيبي التي رسخت حكم زوجها. لم تنجب تيريتاريا أطفالًا مع بوماري الثاني، ولكن بوماري كان والدًا للملوك التاهيتيين التاليين، بوماري الثالث (1821-1827) وبوماري الرابع (1827-1877)، من تيريمومو. توفي بوماري الثاني في عام 1821، وتولت تيريتاريا وتيريمومو الوصاية على بوماري الثالث وبوماري الرابع (بعد وفاته في عام 1827).
أزيلت تيريتاريا من الوصاية في عام 1828، ولكنها استمرت في أداء دور ذو تأثير في تاهيتي. قادت القوات التاهيتية في انتفاضة تايارابو في عام 1832. رافقت ابنة أختها، بوماري الرابع، في المنفى في راياتيا خلال الحرب الفرنسية-التاهيتية (1844-1847). دافعت تيريتاريا عن جزر ليوارد ضد قوات الاحتلال الفرنسية في معركة مايفا في عام 1846، ما ضمن استقلال تلك الجزر. عزلت في هواهيني في عام 1852 أو 1854، وتوفيت في عام 1858 في بابيتي، تاهيتي.

## سيرتها

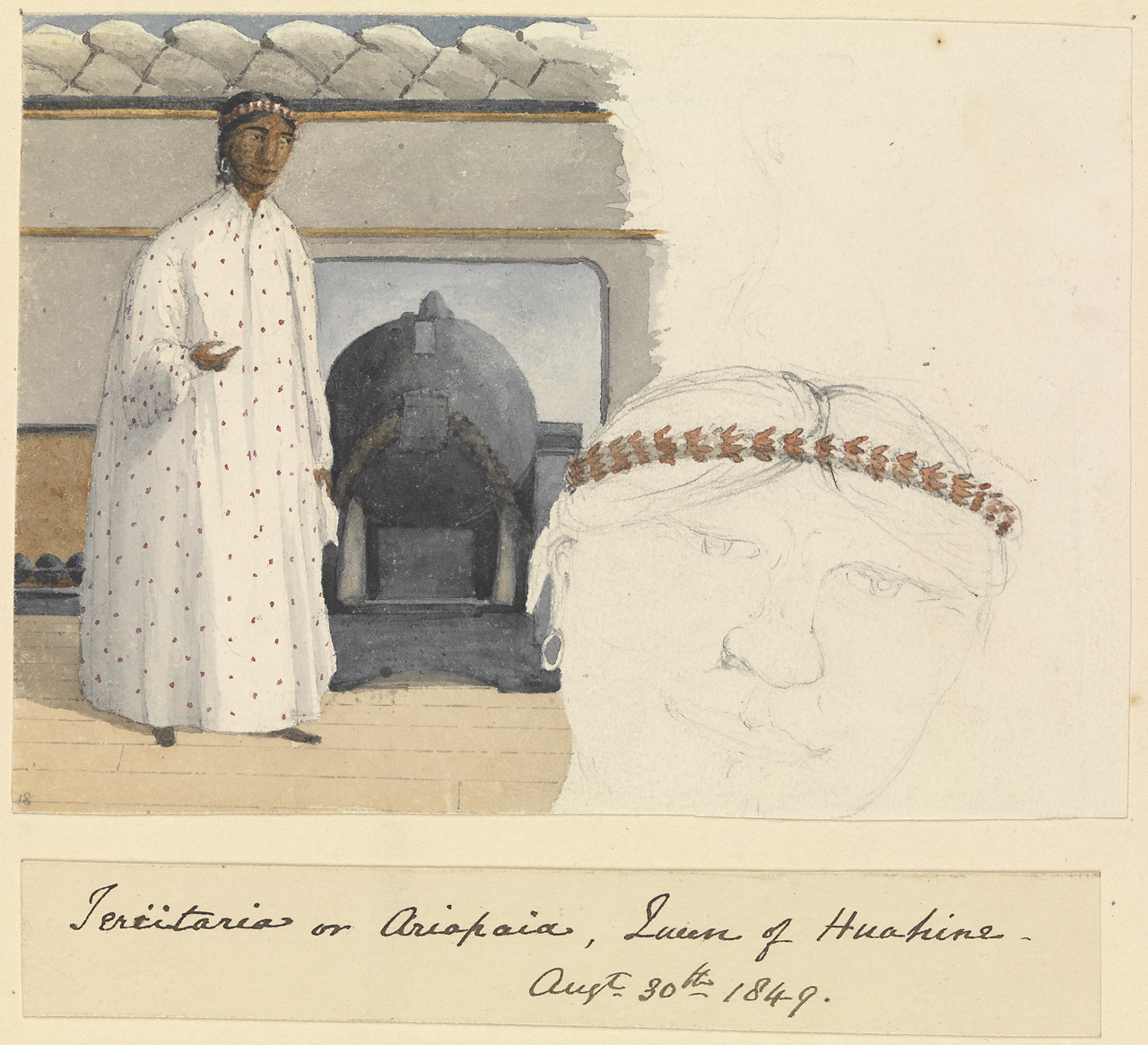
الملكة تيريئيتاريا الثانية، حاكمة جزيرة هواهيني (Huahine)، إحدى جزر مجموعة الجزر الاجتماعية (Society Islands)،

### ولادتها وعائلتها
في عام 1768، استولي على جزر راياتيا وتاها على يد رئيس الحرب بوني من فانوي على بورا بورا، وتولى بعدها ابن أخيه تابوا الأول الحكم حتى نهاية القرن الثامن عشر. في حين احتفظت بمكانتها بسبب رتبتها الخاصة، فقدت عائلة تاماتوا، التي تنتمي إليها تيريتاريا الثانية، كل السلطة العلمانية ونفيت لنصف قرن في راياتيا. بالتالي، استقرت عائلة تاماتوا في هواهيني حيث هرب رئيس القبيلة أورو خلال الفترة الزمنية التي حكم فيها بوني. تعتبر سلالة تاماتوا في راياتيا تقليديًا واحدة من أعلى سلاسل الزعماء الرئيسية. اتصلت من خلال الزواج والتبني بزعماء السلالات الوراثية الأخرى لجزر الجمعية الأخرى في تاهيتي وموريا وهواهيني وماياو وتاها وبورا بورا وماوبيتي. اعتبرت راياتيا ومجمع معبد تابوتابواتيا في أوبوا مركزًا دينيًا في شرق بولينيزيا ومهد عبادة إله الحرب «أورو».
ولدت تيريتاريا نحو العام 1790. بصفتها الابنة الكبرى في العائلة، كان لها مكانة خاصة نظرًا لتنظيم المجتمع التاهيتي على أساس نظام القرابة من الأم، وبالتالي تُورِثُ الألقاب التقليدية عن طريق البنات الأولى في العائلة. كان والدها تاماتوا الثالث، ابن أورو، وهو آري راهي (ملك) راياتيا. كانت طبقة آري هي الصف الحاكم في المجتمع التاهيتي، إذ امتلكت سلطة دنيوية ودينية على عامة الشعب. كانت والدتها توراياري ايفاهيني، ابنة الملكة تيهاعابابا الأولى من هواهيني، التي كانت تحكم عندما زار الكابتن جيمس كوك جزر الجمعية خلال رحلته الأولى في عام 1769. كانت أخوتها الأصغر هما شقيقها تاماتوا الرابع وشقيقاتها تيريتوتيراي تيريمومو، تيماري مايهارا، وتيهوتو تاعيفا. كان لتيريتاريا نفس اسم عمها غير الشقيق، الملك تيريتاريا الأول، الذي كان يحكم هواهيني عندما أعاد كوك المستكشف التاهيتي أوماي إلى الجزر من أوروبا في رحلته الثالثة عام 1777.
تتجذر الأسماء التاهيتية في الأرض والألقاب. في اللغة التاهيتية، تيريئي هو اختصار لـ تي آريئي، ويعني «السيد» أو «الزعيم». يترجم اسم تيريئيتاريئا حرفيًا إلى «الحاكم المحمول». أما آريئيبائا (وهو الاسم الذي اعتمدته لاحقًا) فيعني «الحاكم المحفوظ» أو «الحاكم المنتخب»، في حين يعني بوماري (وهو الاسم الذي اعتمدته لاحقًا بعد زواجها) «مسبب السعال في الليل»، وكلمة فاهيني تعني «امرأة».

### الزواج من بوماري الثاني
خلال أواخر القرن الثامن عشر وأوائل القرن التاسع عشر، أسس بوماري الأول مملكة تاهيتي من خلال توحيد الألقاب التقليدية والتقدم العسكري للأسلحة الغربية المقدمة من قبل المستكشفين والتجار مثل الكابتن كوك. استقر المبشرون البروتستانت من الجمعية البعثية اللندنية في خليج ماتافاي عام 1797 تحت حماية بوماري الأول، على الرغم من أنه لم يعتنق رسميًا الديانة الجديدة. شهد خلفه بوماري الثاني تفكك هذا التراث بسبب التنافس الداخلي بين نظام بوماري وعائلات رئيسية أخرى وخوفًا من التأثير الأجنبي الذي هدد الديانة التاهيتية التقليدية. ثار رؤساء مناطق تاهيتي وطردوا المبشرون وأطاحوا بحكم عائلة بوماري بحلول عام 1808. هرب بوماري الثاني وأتباعه إلى المنفى في أراضيه على جزيرة موريا المجاورة بعد هزيمة فريقه العسكري في ديسمبر 1808.
لم يسفر الزواج الأول لبوماري الثاني مع زوجته تيتوا عن أطفال، لأن كلاهما كان من أتباع الآريئي، الطائفة الدينية التي تعبد إله الحرب «أورو» وتمارس قتل الأطفال الرضع. توفيت تيتوا بعد إجهاض في عام 1806. في نوفمبر 1808 تقريبًا، سعت إيتيا، والدة بوماري الثاني، لتعزيز التحالف بين سلالة بوماري وسلالة تاماتوا المعروفة في راياتيا. كان التحالف مهمًا استراتيجيًا أيضًا للملك المنفى الذي كان بحاجة إلى مساعدة عسكرية لاستعادة تاهيتي. يقال إن السفينة التي حملت تيريتاريا رست في موريا بعد برهة من السفينة التي تحمل شقيقتها الصغرى تيريتوتيراي تيريمومو، وأن بوماري وقع في حب الشقيقة الأصغر سنًا. وصفت تيريتاريا بأنها تتمتع بملامح أقل أنوثة من شقيقتها الصغرى الجميلة. لم يستطع رفض الشقيقة الأكبر سنًا خشيةً من حدوث نزاع يبرر الحرب مع تاماتوا الثالث، لذا تزوج بوماري كلا الشقيقتين حوالي عام 1809. في بعض المصادر، حدد التاريخ بالضبط حوالي 8 نوفمبر 1811. فضل بوماري الثاني شقيقتها الصغرى، ولكن تيريتاريا حصلت على مكانة الملكة ولقب فخامة بوماري فاهيني. كانت جدة بوماري الثاني تيتوبايا إي هاوري أيضًا من سلالة راياتيا، مما يجعله قرينًا ثانيًا لزوجتيه.

وصف المبشر البريطاني جون ديفيز ظروف الزواج وكيف أن تيريتاريا بقيت في هواهيني ولم تنتقل إلى تاهيتي وموريا حتى عام 1814 أو 1815:
أثناء غياب السيدة التي ذهبت إلى المستعمرة، تزوج الملك بوماري تيريتو، الابنة الثانية لتاماتوا رئيس راياتيا. كانت الابنة الأولى تيريتاريا معتزمة الزواج من بوماري، وبالتالي أطلق عليها اسم بوماري فاهيني، ولكن والدهما (بسبب خيبة أمل الابنة الكبرى) اعتبر مناسبًا زواج ابنته الثانية من بوماري، ولهذا الغرض أحضرها إلى تاهيتي، بينما تُركت الأخرى في هواهيني.
لم يسفر زواج تيريتاريا مع بوماري الثاني يسفر عن أطفال. أنجبت شقيقتها تيريمومو ثلاثة أطفال منه، بمن فيهم: آيماتا (1813-1877) التي حكمت كملكة بوماري الرابع من عام 1827 حتى عام 1877، وتينايتي (1817-1818) الذي توفي وهو صغير، وتيريتاريا (1820-1827)، أُطلق عليها اسم تيريتاريا تيمايتا باسم عمتها، وحكمت كملكة بوماري الثالث من عام 1821 حتى عام 1827. اعتبرت أمًا بالتبني للشاب بوماري الثالث.

### الحروب من أجل المسيحية
أثناء فترة المنفى، بدأ بوماري الثاني الاعتماد أكثر على المبشرين المسيحيين، بمن فيهم الاثنين اللذين بقوا هناك، جيمس هايوارد وهنري نوت. كانت بقية المبشرين قد هربوا إلى نيو ساوث ويلز بعد هزيمة ملك تاهيتي في عام 1808، ولكن طلب بوماري الثاني عودتهم في عام 1811. في العام التالي، أعلن على الملأ تحوله إلى المسيحية. على عكس والده، لم يكن بوماري الثاني محاربًا، وترك خوض المعارك لزوجاته. دعمت تيريتاريا جيوش زوجها في استعادة تاهيتي وتحويلها النهائي للمسيحية. وصفت بأنها ملكة الأمازون، وكانت امرأة نشطة وشجاعة تقود بنفسها المحاربين في المعارك.